# INCCA
INCCA (International Network for the Conservation of Contemporary Art, volný překlad Mezinárodní síť pro zachování současného umění) je organizace sdružující konservátory sbírek a odborníky, kteří se zabývají technologiemi pro zachování moderních výtvarných děl. Byla založena roku 1999 a má více než 1500 členů ze sedmdesáti zemí.

## Poslání
Organizace vznikla z potřeby uchovat díla moderního umění, vytvořená často z neobvyklých materiálů. Jak s takovými díly zacházet, instalovat je a uchovávat představuje komplexní problém, který je třeba řešit interdisciplinárně. Cílem INCCA je sbírat informace, vyměňovat si zkušenosti a uchovat tyto poznatky pro budoucnost. Kurátoři a konzervátoři moderního umění zaznamenali postupně více než 10 000 rozhovorů s umělci a vydali soubor pokynů jak s jejich díly zacházet. INCCA eviduje více než 1600 umělců, včetně například Marina Abramovic, Joseph Beuys, Tony Cragg, Tracey Eminová, Nam June Paik a Thomas Hirschhorn.
INCCA shromažďuje dokumenty, které jsou jinak nedostupné, např. záznamy rozhovorů, zprávy o stavu díla, pokyny k instalaci a technické výkresy. Typická témata symposií zahrnují: nové materiály, digitální sbírky, inovace v praxi konservátorů. Muzea v současnosti uchovávají i díla pracující s faktorem času (Time Based Media), která mimo filmu a videa zahrnují audio, umění založené na počítačových technologiích nebo záznamy uměleckých performancí.
Důležitým interdisciplinárním projektem podporovaným Evropskou komisí je od roku 2007 GAMA (Gateway to Archives of Media Art), neboli Brána k archivům mediálního umění. Portál umožňuje taková díla vyhledávat, používat a dále šířit. Jiné projekty mapují např. umělecká díla ve veřejném prostoru nebo se zabývají ochranou polychromie takových soch.
INCCA zveřejňuje rovněž zprávy o nových technologiích, využitelných pro uchování uměleckých děl, která patří ke světovému kulturnímu dědictví.

## Historie
Prvotním impulsem bylo amsterdamské symposium: Moderní umění: Koho zajímá? (Modern Art: Who Cares?). Tehdejší účastníci se dohodli, že budou navzájem sdílet zkušenosti z instalací výstav moderního umění a uchovávání artefaktů. V letech 1999–2002 založili s podporou Evropské komise organizaci INCCA.
Roku 2004 byl projekt představen v New Yorku (Guggenheim's Sackler Center for Education, New York) a roku 2006 byla založena INCCA North America a webové stránky organizace. Od roku 2009 existuje pobočka sdružující země střední a východní Evropy (INCCA Central and Eastern Europe) a tematická skupina pro vzdělávání (INCCA Education). INCCA organizuje mezinárodní setkání a pracovní skupiny. Od roku 2010 existuje souběžně organizace CoCARe, která sdružuje postgraduální studenty, zabývající se výzkumem v oblasti humanitních, sociálních a konzervačních věd. Členy organizace se mohou stát instituce i jednotlivci.